# Ołtarz główny w kościele parafialnym Wniebowzięcia NMP i św. Stanisława Biskupa w Bodzentynie
Ołtarz główny w kościele parafialnym Wniebowzięcia NMP i św. Stanisława Biskupa w Bodzentynie – ołtarz powstały w pierwszej połowie XVI w. Pierwotnie znajdował się w katedrze wawelskiej, obecnie w kościele parafialnym Wniebowzięcia NMP i św. Stanisława Biskupa w Bodzentynie. Wykonanie retabulum przypisać należy Giovanniemu Cini ze Sieny. Obraz z ołtarza namalowany został w Wenecji pomiędzy 1546 a 1547 rokiem przez Piotra Włocha.

## Historia ołtarza

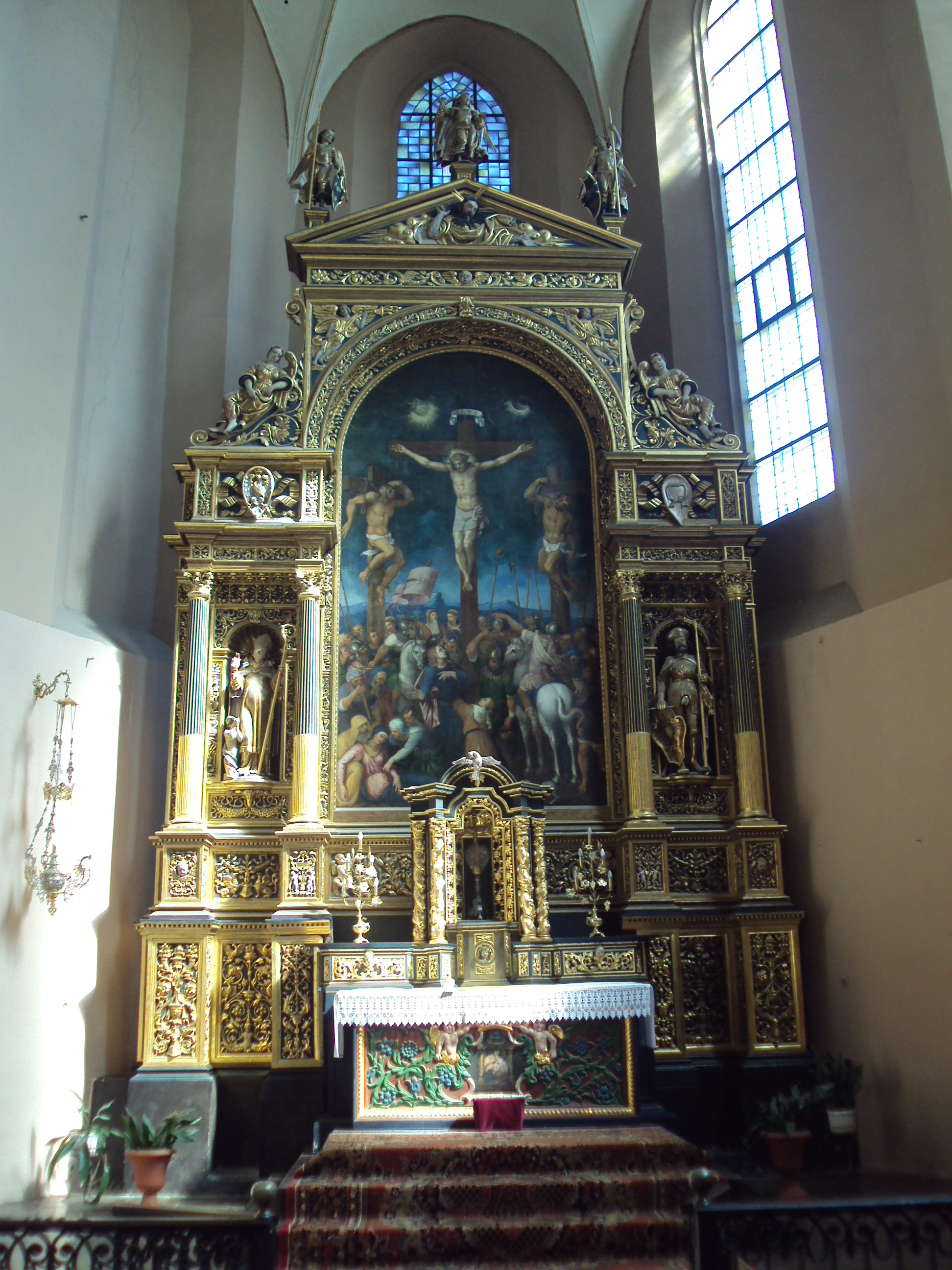
Ołtarz główny w kościele parafialnym Wniebowzięcia NMP i św. Stanisława Biskupa

16 października 1546 roku Stanisław Borek otrzymuje z polecenia Bony 200 florenów na ołtarz do katedry na Wawelu. Pieniądze mają być wypłacone w Krakowie. Prawdopodobnie chodziło konkretnie o płyciny, płaskorzeźby lub figury. Biskup Samuel Maciejowski objął katedrę krakowską 10 kwietnia 1546 r., a w lipcu tego roku zaczęły się wpłaty na prace przy realizacji ołtarza. W latach 1546–1547 stolarz i snycerze wykonywali strukturę techniczną i formę architektoniczną ołtarza wraz z ornamentacją i figurami, a w Wenecji Piotr Włoch malował obraz. Za nadzorcę robót, działającego w imieniu króla, biskupa i kapituły katedralnej, można uważać kanonika Stanisława Borka.
Model był gotowy w 1546 r., kiedy zaczęto prace i pierwsze wypłaty.
Zapiski o ołtarzu urywają się w czasie nałożenia się śmierci króla i październikowego pożaru z 1549 r., który zniszczył południową i zachodnią część Wawelu.
Drugi etap prac trwał od maja do schyłku 1550 r. Remontowano i dekorowano wtedy prezbiterium. W maju podjęto decyzję o przekazaniu nastawy gotyckiej do Mogiły (nie zrealizowano tego ostatecznie). Wiadomości odnoszące się do nowego retabulum odnotowano w styczniu 1551 r. Wypłacano wtedy należność za pozłocenie i pomalowanie struktury, ornamentu, rzeźb, które musiały być gotowe od 1546. Prace pozłotnicze wykonano po zmontowaniu całości. Po prawie trzech latach przerwy Marcin i Stanisław zmontowali wykonane wcześniej segmenty w prezbiterium.
Środki na drugi etap prac zapewnił Zygmunt August.
Retabulum stało w katedrze blisko 100 lat. Ostatni raz wspomniane jest w pierwszym wydaniu przewodnika po kościołach krakowskich z roku 1647. W drugim wydaniu z 1650 czytamy już o nowym ołtarzu, fundacji biskupa Piotra Gembickiego. Renesansowy ołtarz rozebrano w 1649, i przewieziono do Kielc. Wielki obraz przemalowano. Bp Gembicki polecił opatrzyć ołtarz własnym herbem Nałęcz, który zastąpił Pogoń. Retabulum służyło w Kielcach do lat 1726-28. Później ołtarz przewieziono do Bodzentyna. W latach 70. XX w. ołtarz poddano konserwacji. Lata 1998-99 – to kompleksowe prace konserwatorskie na zlecenie Państwowej Służby Ochrony Zabytków w Kielcach i parafii w Bodzentynie, pod kierunkiem prof. Mariana Paciorka, z udziałem prof. Ireneusza Płuski, mgr Krystyny Kozieła i zespołu.

## Opis retabulum
Wysokość ołtarza łącznie z figurą Archanioła Michała na szczycie to dwukrotność jego szerokości (615 x 1230 cm). Kluczowa jest rola geometrii otoczonej w XV i XVI w. szacunkiem. Wielkość ołtarza i proporcje dostosowano do rozmiarów i podziałów poziomych prezbiterium katedralnego.
Zastosowano 3 rodzaje drewna. Konstrukcja nośna to drewno szpilkowe, partie rzeźbiarskie i ornamentalne lipa, podłoże obrazu wykonano z desek topolowych, typowych dla sztuki włoskiej.
Składa się ona z szeregu segmentów, tzw. skrzyńców. Są to głównie prostopadłościany, bez ścianki tylnej.
Ołtarz, trójdzielny, o schemacie łuku triumfalnego, składa się z szerszej i wyższej części środkowej oraz węższych i niższych skrzydeł bocznych, które wspierają się na zdwojonym cokole. Wysunięte ku przodowi partie cokołu służą jako podpora dla czterech korynckich kolumn o kanelowanych trzonach, z laskowaniem w dolnej części kanelur. Między kolumnami w niszach stoją święci Stanisław i Wacław. Nad niszami są odcinki belkowania, ponad nimi nastawy, na które opada łuk archiwolty.
Całość wieńczy trójkątny przyczółek z postacią Boga Ojca w polu. Część środkowa ołtarza łączy się górą z częściami bocznymi za pomocą spływów, na których przysiadły anioły z pochodniami. Motyw łuku triumfalnego o środkowym prześwicie dwukrotnie szerszym od bocznych i archiwolcie sięgającej ponad belkowania, spoczywającego na kapitelach czterech podpór, wywodzi się z architektury antyku klasycznego.

### Płaskorzeźba i ornament
Wszystkie pola wypełnia dekoracja o motywach groteskowych, nie zacierająca podziałów konstrukcyjnych. Jest nią płaskorzeźba, o gładkim i szlachetnym ciemnobłękitnym tle, który tworzy azuryt, złocona w partiach plastycznych i obramowaniach. Motywy antropomorficzne mają karnację naturalną. Zastosowano tu biel i róż. Czerń i brąz użyto dla podkreślenia form i zabarwienia włosów.
W nastawie jest kilka odmian ornamentów: groteski, girlandy, antemion, płyciny wypełnione stylizowaną roślinnością, np. kasetony z rozetami w podniebieniu, stylizowane muszle w niszach. Dekoracje w płycinach są symetryczne i ciągną się wzdłuż osi pionowej. Mają swoje odpowiedniki po przeciwnej stronie osi głównej retabulum. Ornamenty prezentują cechy stylowe włosko-renesansowe, włoska jest też kolorystyka.
W retabulum jest pięć pełnoplastycznych figur. W niszach są wizerunki świętych: Stanisława i Wacława. Na przyczółku, na odrębnych cokołach, stoją trzy figury aniołów. Święci są od tyłu wydrążeni. Osobno wykonano postać Piotrowina – u stóp Stanisława. Wszystkie figury są w kontrapoście, stoją na zaokrąglonych piedestałach. Stanisław prawą ręką błogosławi, w lewej trzyma pastorał. Wacław opuszczoną prawą podtrzymuje tarczę, w lewej trzyma chorągiew. Archanioł Michał na szczycie przyczółka unosi prawą rękę (trzymał w niej miecz), a w lewej wagę szalkową. Jego dwaj towarzysze na skrajach tympanonu trzymają tarcze herbowe i włócznie.
Każda twarz to inny typ fizjonomiczny. Dominuje drobiazgowość i charakterystyka indywidualna i sugestia ruchu. Prezentują inny modus stylowy niż ornamenty czy struktura architektoniczna.
Dwóch świętych w niszach, trzej aniołowie i Piotrowin byli dziełem jednego rzeźbiarza, który miał intuicyjny, niepoparty wiedzą stosunek do anatomii. Ważne są też ostro fałdowane, łamane szaty, typowo północne. Z kolei cechą włoską jest pewna trawestacja rzeźb w niszach kaplicy Zygmuntowskiej, zwłaszcza stojących postaci w zbrojach.

### Autorstwo
Wykonanie krakowskiego retabulum przypisać należy Janowi Ciniemu ze Sieny. Po chwilowym kryzysie finansowym w 1550 roku Cini z warsztatem przeniósł się do Wilna. Borek wynajął więc do zmontowania, złocenia i malowania gotowych elementów malarzy Marcina i Stanisława.

## Obraz

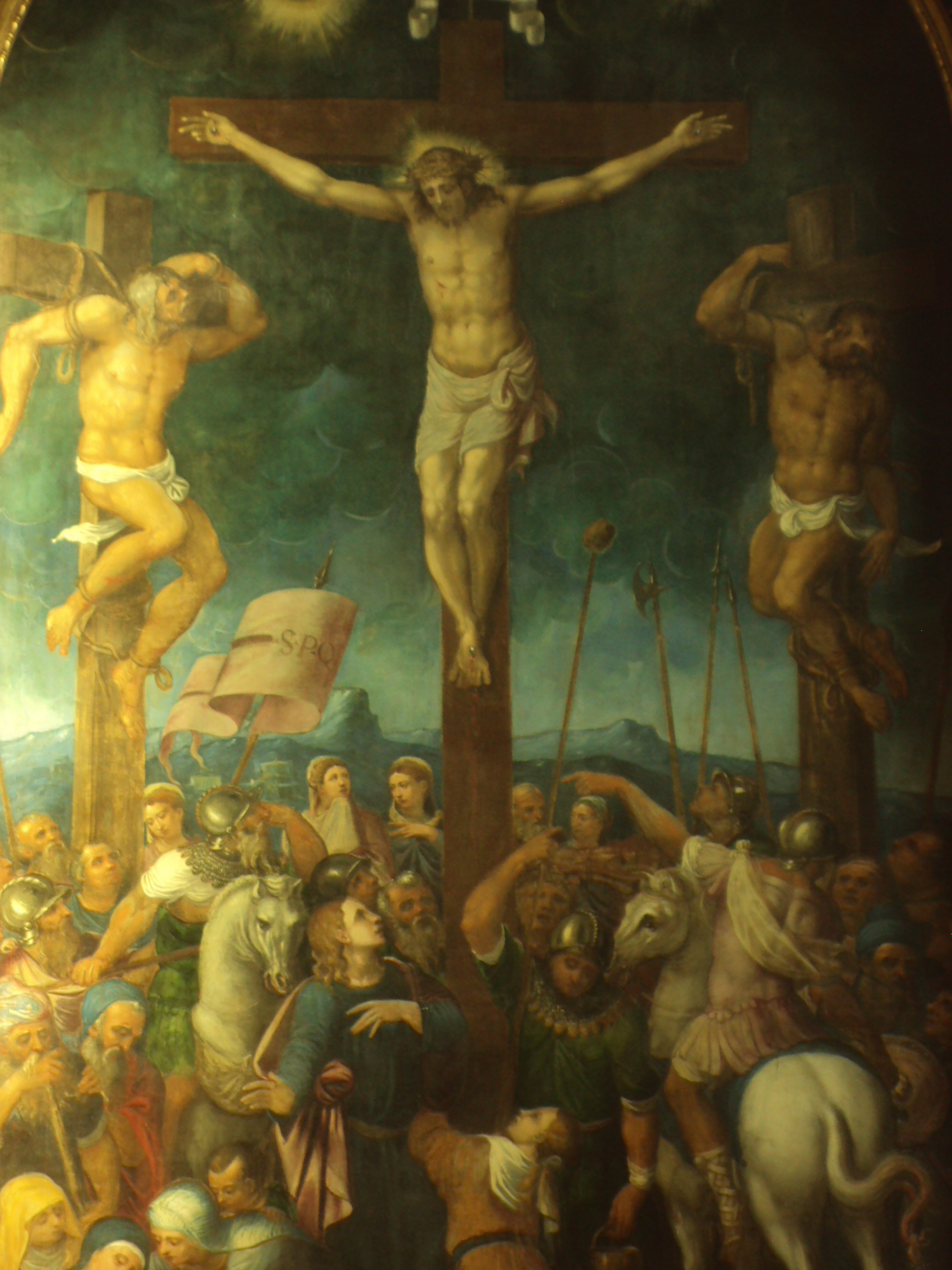
Obraz Chrystus na krzyżu w ołtarzu głównym

Obraz namalowany został w Wenecji w 1546-47, na drewnianym podobraziu, zamkniętym łukiem półkolistym. Ma wymiary 2,70 x 5,20 m.

### Kompozycja
Kompozycja jest dwustrefowa, obserwujemy wszystko z wysokiego punktu (typowe w XIV i XV w., jest to więc przejaw tradycjonalizmu). W strefie dolnej widoczny jest zróżnicowany tłum postaci. Strefa górna przedstawia Chrystusa i dwóch łotrów na tle nocnego nieba ze słońcem o twarzy młodzieńca za chmurami, i wyłaniającym się zza nich półksiężycem. Ciało Chrystusa, w przeciwieństwie do pozostałych postaci, ukazane zostało statycznie. Krzyże łotrów stoją niżej, ukazane są w perspektywicznym skrócie. U stóp krzyża, po lewej widoczne są trzy niewiasty, dwóch mężczyzn i dziecko. Skoncentrowani są na sobie, lub na omdlewającej Marii. Po prawej stoi św. Jan Ewangelista. Ujęta z profilu, obejmując belkę, klęczy Maria Magdalena. Za Marią, Janem i innymi widać grupę wokół jeźdźca na białym koniu.
Światło pada z lewej strony, z góry. Wenecki koloryt zbudowano poprzez zestawienie zieleni i czerwieni, jasnego błękitu i różu, ciemnego błękitu i pomarańczu. Jasna karnacja zarezerwowana jest dla młodzieńców i kobiet, zażółcona dla Jezusa a ciemna dla dorosłych mężczyzn.

### Autorstwo
Artysta, Piotr z Wenecji stosuje forma budowy i kompozycje są starsze w genezie, Belliniowskie. Artysta otwarty był na nowości. Zastosował nawiązanie do realizacji weneckich połowy XVI w. czym świadczą takie postacie, jak: zły łotr to odwzorowanie Szymona Cyrenejczyka Buonarottiego, dobry łotr to nawiązanie do antycznych rzeźb (umierający Gal), liryczny Jezus na krzyżu.
Podobne realizacje:
- Tycjana Chrystus na krzyżu z Escorialu 1550,
- Orazia Vecellia (syn Tycjana) Chrystus na krzyżu.

## Program ideowy ołtarza
Scena Ukrzyżowania jest tematem kluczowym sztuki chrześcijańskiej. Począwszy od XIII w. pojawiają się kompozycje nowego rodzaju. Obraz należy do ostatniej fazy rozwojowej ikonografii przedtrydenckiej. Epizody dramatu zdają się następować po sobie, i trwać nieskończenie w czasie. Chrystus ma wisieć plecami do Jerozolimy, twarzą na zachód, w stronę Rzymu. Palce, mały serdeczny, są zgięte, pozostałe wyprostowane. Po prawej stronie jest Dyzmas, dobry łotr, po lewej Gestas.
Skręty ciała symbolizują walkę ze śmiercią, którą Jezus dobrowolnie przyjmuje. W tle nocnego nieba miasto ze świątynią. Słońce i księżyc stanowią ideę odkupienia ludzi i wszechświata.
Jan pokazuje posłuszeństwo, Maria omdlewa (geneza średniowieczna, z mistycznych wizji św. Brygidy Szwedzkiej). Umieszczono dwa następujące po sobie epizody: ewangeliczny (Jezus przemawia) i mistyczny (omdlewająca Maria po śmierci Jezusa). Po prawej stronie krzyża stoi św. Longinus z apokryfów – jeździec z włócznią, pokazuje swoje oko, do którego wpadła kropla krwi Boskiej, po lewej – rzymski centurion Stefaton.
Do ikonografii Ukrzyżowania należy też Bóg w tympanonie, którego postać w takich przedstawieniach typowa jest dla sztuki nowożytnej.
Ukrzyżowanie pędzla Piotra ujęte jest jako prefiguracja Sądu Ostatecznego.
Kolorystyka ołtarza to złoto i błękit czyli barwy niebiańskie i monarsze. Oznaczają świętość, sugerują wymiar nadprzyrodzony. Złoto to odwieczny element gloryfikacji i sakralizacji oraz idea królewskości Jezusa.
Przedstawieni święci Wacław i Stanisław, wraz z Florianem i Wojciechem są patronami Krakowa, Kościoła krakowskiego i dynastii panującej w Polsce, oraz katedry. Obaj są męczennikami zabitymi w kościele z rąk monarchów, lub z ich woli (Księcia Wacława zabili siepacze nasłani przez króla Czech Bolesława I Okrutnego, Stanisława – król Bolesław Śmiały lub jego słudzy). Ukazani są według XVI wiecznej ikonografii: Stanisław jako biskup udzielający błogosławieństwa, Wacław jako monarcha i rycerz, oraz miles christianus (żołnierz chrześcijański). Słońce na jego pancerzu (od czasów apostolskich zachowała się myśl o Chrystusie jako Słońcu) w Ewangelii św. Łukasza Chrystus jest wschodzącym słońcem, prowadzącym ludzi pogrążonych w ciemności śmierci na drogę pokoju i zbawienia. Święci reprezentują też dwie potęgi: Kościół Walczący i Monarchię, zjednoczone w budowie Państwa Bożego na Ziemi.